# Luolin
Luolin (kinesiska: 洛林, 洛林乡) är en socken i Kina. Den ligger i den autonoma regionen Tibet, i den sydvästra delen av landet, omkring 150 kilometer sydost om regionhuvudstaden Lhasa. Antalet invånare är 4324. Befolkningen består av 2 082 kvinnor och 2 242 män. Barn under 15 år utgör 22,0 %, vuxna 15-64 år 71 %, och äldre över 65 år 6,0 %.
Genomsnittlig årsnederbörd är 991 millimeter. Den regnigaste månaden är juni, med i genomsnitt 224 mm nederbörd, och den torraste är december, med 5 mm nederbörd.